# Падун (Юргамиський район)
Паду́н (рос. Падун) — присілок у складі Юргамиського району Курганської області, Росія. Входить до складу Кіпельської сільської ради.
Населення — 210 осіб (2010, 296 у 2002).